# Klenčí pod Čerchovem
Klenčí pod Čerchovem (tot 1946 Kleneč pod Čerchovem en Duits: Klentsch) is een Tsjechische vlek (městys) in de regio Pilsen, en maakt deel uit van het district Domažlice. Klenčí pod Čerchovem telt 1452 inwoners (2023).

## Geschiedenis
- 1325 – De eerste schriftelijke vermelding van Klenčí pod Čerchovem.
- 2006 – De gemeente Klenčí pod Čerchovem krijgt (opnieuw) de status vlek.[1]

Babylon · Bělá nad Radbuzou · Blížejov · Brnířov · Čermná · Česká Kubice · Díly · Domažlice · Drahotín · Draženov · Hlohová · Hlohovčice · Hora Svatého Václava · Horšovský Týn · Hostouň · Hradiště · Hvožďany · Chocomyšl · Chodov · Chodská Lhota · Chrastavice · Kanice · Kaničky · Kdyně · Klenčí pod Čerchovem · Koloveč · Kout na Šumavě · Křenovy · Libkov · Loučim · Luženičky · Meclov · Mezholezy (eerder okres Domažlice) · Mezholezy (eerder okres Horšovský Týn)  · Milavče · Mířkov · Mnichov · Močerady · Mrákov · Mutěnín · Nemanice · Němčice · Nevolice · Nová Ves · Nový Kramolín · Osvračín · Otov · Pařezov · Pasečnice · Pec · Pelechy · Poběžovice · Pocinovice · Poděvousy · Postřekov · Puclice · Rybník · Semněvice · Spáňov · Srbice · Srby · Staňkov · Stráž · Tlumačov · Trhanov · Úboč · Újezd · Únějovice · Úsilov · Velký Malahov · Vidice · Vlkanov · Všepadly · Všeruby · Zahořany · Ždánov